# Шехерезада
Шехеразада или Шахразада (на персийски: شهرزاد Šahrzād, МФА: [ʃəˌherəˈzɑːd, -ˈzɑːdə]) е легендарна персийска царица и разказвачка на приказки от Хиляда и една нощ.
Основната история разказва, че цар Шахриар (на персийски език: شهريار или „цар“) решава да се жени всеки ден за нова девица, която да убива на следващата сутрин. Царят прави това от гняв, след като открива, че първата му жена извършва предателство срещу него. Шахриар убива 3000 девици, преди да се ожени за Шехеразада, дъщерята на везира.
Въпреки протестите на баща си, Шехеразада доброволно изразява желание да прекара една нощ с царя. В царските покои Шехеразада моли да си вземе последно сбогом със сестра си, Дунязад, която е предварително наговорена да помоли Шехеразада да разкаже приказка през дългата нощ. Царят се заслушал в приказката и след като Шехеразада привършила разказа, помолил за друга, но Шехеразада отказва, като мотивира отказа си с това, че приказките не звучат добре на дневна светлина и трябва да бъдат разказвани само нощем, и че за нейно съжаление трябва да спре с разказа, въпреки че следващата приказка е много по-интересна от първата.
Така Шахриар пощадява живота на Шехеразада, за да може да слуша приказките ѝ. И така, след хиляда и първата нощ, царят не само е бил забавляван, но и мъдро обучен от Шехеразада на морал, щедрост и други качества. Шехеразада става негова царица и му ражда 3-ма синове.
Основното ядро на приказките, които разказва Шехеразада, е от древната персийска книга, наречена Хезар-афсана (Hezar-afsana) или „Хиляда мита“ (на персийски: هزارافسانه).